# Banyuputih Lor
Banyuputih Lor is een bestuurslaag in het regentschap Lumajang van de provincie Oost-Java, Indonesië. Banyuputih Lor telt 6238 inwoners (volkstelling 2010).